# Vendesi - Best of Sottotono
Vendesi - Best of Sottotono è la prima raccolta del gruppo musicale italiano Sottotono, pubblicata nel 2003 dalla Warner Bros. Records.
Il disco, oltre a contenere i brani di maggior successo del gruppo, contiene anche tre brani inediti, tra cui il singolo (Sei tu) che mi dai.

## Tracce
1. Non c'è amore – 3:55
2. Dimmi di sbagliato che c'è – 4:02
3. (Sei tu) che mi dai – 4:14
4. Amor de mi vida – 4:55
5. Solo lei ha quel che voglio – 4:30
6. Mai più – 3:37
7. Stando alle regole – 4:21
8. Mezze verità – 4:18
9. La mia coccinella – 5:44
10. Nel jet set del rap – 3:54
11. Spirituality – 4:46
12. Whoo!! Whoo!! – 3:56
13. Tranquillo – 4:10
14. Mi hai dato la vita – 3:21
15. Chissà ora con chi sei – 4:51
16. Ho il controllo – 0:48
17. Silenzio – 5:00
18. Vendesi – 4:01

## Classifiche
| Classifica (2003) | Posizione massima |
| ----------------- | ----------------- |
| Italia            | 39                |